# Walkeriana ovilla
Walkeriana ovilla är en insektsart som beskrevs av Green 1922. Walkeriana ovilla ingår i släktet Walkeriana och familjen pärlsköldlöss.
Artens utbredningsområde är Sri Lanka. Inga underarter finns listade i Catalogue of Life.